# دموع جنات (مسلسل)
دموع جنات (بالتركية: cennetin gözyaşlar)‏ هو مسلسل درامي اُنتج عام 2017، من بطولة الممثل إسراء رونبار، بيرك أتان، الميلا آدا،عـُرض على قناة اي تي في التركية في 24 سبتمبر2017. يتألف المسلسل من 36 حلقة انتهى العمل منه في 17 يونيو 2018 . تمت دبلجته إلى اللغة العربية وتم عُرضه على عدة من خلال مركز تلفاز الشرق الأوسط على قناة إم بي سي 4 أولا ثم قنوات مثل شاهد نت في 1 يونيو 2019.

## القصة
تدور احداثه حول جنات الفتاة التي يتوفى والدها قبل ولادتها وتتخلى عنها والدتها أيضا عند ولادتها وتضعها في الميتم، وتقوم جدتها بأخذها وتربيتها، تكبر الفتاة يتيمة الأبوين حتى أنها لا تعرفهما ولا تعرف غير جدتها التي ربتها واعتنت بها حتى كبرت وأصبحت شابة عاشت جنات مع جدتها في أحد الاحياء الفقيرة، ورغم هذا فقد واصلت دراستها حتى استطاعت الوصول إلى كلية الهندسة لتتخرج من كلية الهندسة المعمارية.
تعمل جنات بعد تخرجها في أحدا الشركات الكبيرة والتي تديرها زوجة رجل أعمال معروف عندها تتعرف جنات على سليم الشاب الوسيم الناجح الذي سوف يدربها في الشركة وتتفوق عليهم ببرنامج يعرض الشركة إلى أرباح مع إحدى دول الخليج، ويخرج والدها من السجن ويعرف طريق والدتها عن طريق الجدة التي ربت جنات وبالتالي محمد ابن الجدة سميه يخرج علينا عن طريق فتون زوجته لتقول بأن هذه الجدة هي من ربت جنات وأن ابيها الحقيقي رجل قاتل وبالتالي تكون جنات نتاج زنا.